# Музеї Керчі
| Назва                                                                             | Місцезнаходження                | Короткий опис | Зображення |
| --------------------------------------------------------------------------------- | ------------------------------- | --- | ---------- |
| Керченський державний історико-культурний заповідник                              | вул. Свердлова, 7               | |            |
| Аджимушкайські каменярні                                                          | Аджим-Ушкай, вул. Мальченко, 36 | Музей оборони Аджимушкайських каменярень. Відкритий в травні 1967 року. Розташований в підземних виробках, що являють собою багатокілометрову розгалужену мережу тунелів, штолень, вузьких бічних коридорів, що утворилися від розробок вапняку — черепашнику, що використовувався як будівельний матеріал. |            |
| Музей історії Ельтигенського десанту                                              | Героївське (Ельтиген)           | Відкритий в травні 1985 року. |            |
| Керченський історико-археологічний музей                                          |                                 | Відкритий 2 (15) червня 1826 року. Основу музейного зібрання склала колекція Поля Дюбрюкса — родоначальника керченської археології. |            |
| Царський курган                                                                   | вул. Царський курган, 1         | |            |
| Мелек-Чесменський курган                                                          | вул. Свердлова, 22              | Відкритий у 1871 році. |            |
| Народний-музей бойової і трудової слави Комиш-Бурунського залізорудного комбінату | вул. Архітектурна, 13           | Відкритий у 1978 році |            |
| Музей трудової і бойової слави ВО «Керчрибпром»                                   | вул. Марата, 7                  | Відкритий у 1984 році |            |
| Керченський музей морської флори і фауни                                          | вул. Свердлова, 2               | Відкритий у 1978 році |            |